# إتش بي أو أوروبا
إتش بي أو أوروبا (بالإنجليزية: HBO Europe)‏ هي مجموعة قنوات تلفزيونية متميزة من إنتاج HBO. وهي متاحة كمجموعة من قنوات الأفلام وخدمات البث التلفزيوني في المجر، وبولندا، وجمهورية التشيك، وسلوفاكيا، ورومانيا، وبلغاريا، وكرواتيا، وسلوفينيا، وصربيا، والجبل الأسود، والبوسنة والهرسك، ومقدونيا الشمالية، ومولدوفا. بينما خدمات الفيديو حسب الطلب مع البرمجة الأصلية فهي متاحة فقط في إسبانيا، والسويد، والنرويج، والدنمارك، وفنلندا، والبرتغال.
يقع المقر الرئيسي لإدارة دول أوروبا الوسطى والبرتغال في بودابست، المجر. أما بالنسبة لخدمات دول الشمال الأوروبي وإسبانيا، فهي تعمل من ستوكهولم بالسويد. لدى اتش بي أو أوروبا مكاتب أيضًا في براغ، وبلغراد، وبراتيسلافا، وبوخارست، وزغرب، ولشبونة، ومدريد، وكوبنهاجن، وهلسنكي، وصوفيا، ووارسو.